# Cyclops abyssorum
Cyclops abyssorum är en kräftdjursart som beskrevs av Georg Ossian Sars 1863. Cyclops abyssorum ingår i släktet Cyclops och familjen Cyclopidae. Arten är reproducerande i Sverige.

## Underarter
Arten delas in i följande underarter:
- C. a. abyssorum
- C. a. prealpinus
- C. a. gracilipes
- C. a. bodanus
- C. a. divergens
- C. a. paternonis
- C. a. divulsus
- C. a. carinthicus
- C. a. bohemicus
- C. a. larianus
- C. a. maiorus
- C. a. apenninae
- C. a. laevis
- C. a. vranae
- C. a. mauritaniae
- C. a. sevani
- C. a. novarensis
- C. a. tatricus
- C. a. medianus
- C. a. corsicanus
- C. a. sibiricus